# デアマンテ〜天領華闘牌〜
『デアマンテ〜天領華闘牌〜』（デアマンテ–てんりょうはなかるた–）は、碧也ぴんくによる日本の漫画作品。幻冬舎・WebコミックGENZO 内『スピカ』にて、2007年10月号から連載されていた。
また、Yahoo!コミック 内 『GENZO EX.』においても、2008年4月24日から配信されている。

## 概要
江戸後期の長崎を舞台に、抜け荷を取り締まる隠密集団を中心に、出島や遊郭など、そこに住まう人々の人間模様を描いた歴史ミステリー作品。
作品名の“デアマンテ”とは、ポルトガル語・スペイン語でダイアモンド（＝金剛石）を意味する“diamante”に由来する。

## あらすじ
華やかな祭・くんちで賑わう長崎。なかでもひときわ優雅で美しい遊女・金剛が、人々の目を惹き付けていた。
その姿に羨望のまなざしを向ける少女・かな。かなは指物職人の父・徒七と幼い弟・辰吉の3人暮らし。借家住まいの貧しい生活ながらも、家族仲睦まじく、亡き母に代わって家庭を支えていた。
しかし、ある日突然、父が贋札作りの罪で捕えられてしまう。父の無実を信じるかなだが、その思いもむなしく、徒七が疑いをかけられたまま獄中で自殺したと知らされる。さらにかなは、父の無実が証明されなければ、弟までもが島流しにあってしまうことを教えられる。
父の汚名をそそぎ、弟を助けるため、かなは真犯人とおぼしき人物「古物売りの長兵衛」のいる唐人屋敷に乗り込もうとする。ところが、唐人屋敷には、門監を持つ者か遊女しか出入りできず、何もできないまま帰らざるを得ない。
行き詰ったかなは、決死の覚悟で奉行所へ直談判にでる。そのとき、謎の青年に止められ、丸山遊郭の人気太夫・金剛を紹介してもらう。金剛のもとに身を寄せ、禿となったかなだが……。

## 登場人物

### 主要人物
かな
下町に住む少女。去年に母を亡くし、父・弟と3人で借家に住んでいる。
亡き母に代わり家族を支える普通の町娘だったが、父が捕らえられたことにより人生が一変。父の無実を証明し弟を助けるため、遊郭に入り、金剛の側付き禿となる。
明るく、素直な性格で、苦境に負けない芯の強さがある。歌や三味線など筋がよく、努力家であるため、ほかの禿より覚えが早い。

#### 闘牌
金剛（こんごう）
丸山遊郭、引手屋の人気太夫。かなを引き取り、禿にした。非常に美人で、踊り・所作・言葉遣い等すべてが完璧な上、オランダ語も堪能という才色兼備。その反面、隙がなく、なぜ博識なのかなど謎が多い。かなをからかっては楽しんでいる。甘いものが苦手。
実は男性で、長崎奉行所に仕える隠密集団『闘牌（かるた）』の一員。マークは『ダイヤ』。左耳にダイヤの形のピアスをしている。
鋤（すき）
髪結い師。仕事道具の櫛を失くし、困っていたところをかなが助けた。女泣かせらしい。額に刀傷がある。
隠密集団『闘牌（かるた）』の一員。マークは『スペード』。
心蔵（しんぞう）
引手屋に出入りしている芸子。かなが唐人屋敷に入り込もうとした際、咎められたところを救ってくれた。かなが禿になってからは、かなに稽古をつけている。
隠密集団『闘牌（かるた）』の一員。マークは『ハート』。
弥十（やじゅう）
引手屋のお抱え大工兼用心棒。かなが奉行所に乗り込もうとした際、出会った謎の青年と一緒にいた。優しく、なにかとかなや金剛を気遣う。
隠密集団『闘牌（かるた）』の一員。マークは『クラブ』。
ブルーア
金剛の飼っているオウム。秘密の伝言が書かれたカードを運ぶ。
小田切修理亮尚久（おだぎりしゅりのすけなおひさ）
新しく来た長崎奉行。通称・「長崎王」。まだ若く、精悍な顔立ち。
隠密集団『闘牌（かるた）』の主人。金剛と関係がある。

### 長崎市街
徒七（ただしち）
かな、辰吉の父。家族思いで、腕の良い指物師。贋札作りの疑いをかけられ、獄中で自殺。
辰吉（たつきち）
かなの弟。11歳。真面目で頭が良く、周囲からも将来を嘱望されている。
父が死に、かなが遊郭に入ってからは、松尾のもとに身を寄せている。
蘭次郎（らんじろう）
天賦の才を持つ洋画家。女性（特に美人）の絵ばかりを描いている。
町絵師だが、以前来日した商館長・フィッセルに絵を気に入られ、商館長つきの出島絵師となり、出島にも出入りする。基本的に一度描いたものは、忘れない。
実は、絵を家職とする家の出身。家禄は兄が継いでいる。しかし、才能も無く、長男であるというだけで家を継いだ兄を快く思っておらず、兄弟仲は悪い。
松尾（まつお）
町医者。かな、辰吉姉弟の面倒をみてくれている。辰吉にはそろばんや読み書きも教えている。
いと
松尾の妻。かな、辰吉姉弟の面倒をみてくれている。

### 出島
喜助（きすけ）
阿蘭陀屋敷の内通詞。幼い頃からこんぷら商人の手伝いで出島に出入りし、オランダ語を覚えた。その後、商館長の計らいで内通詞見習いになり、内通詞に。他の蘭通詞・内通詞たちよりオランダ語が巧く、誠実で努力家であるため、商館員たちからの評判も良い。
フィッセル
年老いた商館長。厳格な性格で、荷の管理も厳しい。バタヴィアに妻子がおり、敬虔なクリスチャンであるため、遊女を買うが手は出さない。日本に来る途中、マラリアにかかっていたせいか体調が芳しくない。
以前にも来日しており、今回が4度目。昔は“黄金の国ジパング”を夢見ていたが、今では日本の風習、出島の閉塞感を苦痛に感じている。また、過去に抜け荷事件が発生した際、奉行所が行った日本人への処罰（獄門）にひどく心を痛め、トラウマとなっている。
カール・ニルソン
商館医。スウェーデン生まれ。博物学にも詳しい。喜助を助手に欲しがっている。
ロンベルフ
書記官。女嫌いとの噂。
ルディ
黒人の下働きの少年。日本語（長崎弁）をよく話せる。肩にロリスという猿を乗せている。
荒崎長一郎（あらざきちょういちろう）
長崎奉行所唐絵目利。高圧的な性格。御用目利だが、絵は下手。
実は、蘭次郎の兄。家を継いだものの才が無く、才能豊かな弟に対し複雑な思いを持っているようで、兄弟仲は悪い。
コンスタンティン
次官。
フォラー
荷倉役。
ヘンミー
書記。
ジュールコープ
簿記役。
熊次（くまじ）
料理部屋の料理人。恰幅のいい男。

### 唐人屋敷
華 玉蓉（ホワ ユイロン）
美貌の閩劇女形役者。日本語が話せ、腕も立つ。延賢とは秘密の恋人同士。
実は、本当の女性。ある任務を帯びており、男装をして女人禁制の唐人屋敷に潜入している。
周 延賢（シュウ エンシェン）
蘇州の若き商人。楊の船に同乗して来日。玉蓉とは恋人同士で、協力者。
楊 尊光（ヨウ ソンコウ）
正船主。十二家額商のひとつ杭州・楊家の親戚。
正船主と言えども、船と取引を本家の楊から一任されている代行船主にすぎず、裏では私腹を肥やすため密売を計画している。かなりのスケベ。
左七（さしち）
左目の潰れた渡世人風の謎の男。唐人屋敷の門鑑を持っており、二の門脇に立つ市場にも出入りしている。
「古物売りの長兵衛」を探すかなを危険な場所におびき出したり、弥十に徒七のときと同じ手口で唐館の大工仕事をもってくる、など行動が怪しい。
関 俊峰（グワン ジュンフェン）
楊の船の副船主。年寄り。
長兵衛（ちょうべい）
かなの父・徒七に唐館での仕事を紹介した、古物売りをしているという男。